# Трънско въстание
Трънското въстание, известно още като Шопското въстание и Знеполско-Краищенското въстание, избухва на 30 декември (нов стил) 1877 година, водено от капитан Симо Соколов.

## Предистория
След проведеното през август 1875 г. от БРЦК събрание, на което е взето решение за вдигане на всенародно въстание в България, в Белград Симо Соколов, Цеко Петков, Ильо Марков, Тодор Томич и Калчо Пасков създават Привременен революционен комитет, който да организира и ръководи въстанието в западните български краища. Те се срещнали с члена на БРЦК Димитър Ценович при едно негово идване в Белград в делегация да води преговори със сръбското правителство за съгласуване на действията и подкрепа на едно бъдещо въстание в България и се уговорили чрез него да поддържат връзка с БРЦК. През този период Соколов посещавал Трънския край, като провеждал срещи и устройвал събрания, на които говорел за необходимостта да се готвят за предстоящото общонародно въстание. На път за Сърбия Соколов минавал през Пирот, където се срещал с Пиротския революционен комитет и изградил връзки чрез неговите представители Коце Семерджиев.
През януари 1876 г. Симо Соколов пише до БРЦК:
| „ | Сега, който е българин и българско име носи, днеска требе да помогне с што може, на издайници и изроди не требе да обръщаме глави". През февруари Соколов изпраща ново писмо в което твърди: "Тия дни съм добил човеци, които су пратени от наш Трън и Пиротско, што съм аз досега имал преговори и кажат да су готови...Аз представлявам, без да знаете, сичкото Пиротско и Трънско окръжия ми съпровождат писма, поручки и различни тайни, а вие се неявихте от как ви писах. | “ |

Настоятелството на Браилския комитет с писмо от същия месец, адресирано до Цеко Петков, Симо Соколов и Тодор Томич, упълномощава Привременния комитет в Белград да „представлява народното дело пред нашите братя сърбите“, на което в отговора си до тях Соколов възкликва:
| „ | Почитовани братя... Мислим, че в днешното най-сериозно време секи българин ще има усещане към Отечеството си; мислиме, че днеска е баш времето да се съединим и да забравиме лични каприции и интерес за народното ни добро и йедин на други пружим братската си ръка. Днеска е времето секи българин, който има българска кръв, да жертвуе сичко, па и животът за милото ни Отечество България! | “ |

## Освобождаване на района
След освобождаването на Плевен от руските войски, на 14 декември 1877 г., Сърбия обявява война на Турция. Нейните войски завземат Ниш, Пирот, Враня, Лесковац, Прокупле, Куршумлия.
След като сърбите превземат Пирот, Соколов, който е офицер в сръбската армия, се отправя към Трън, за да вдигне въстание. С капитан Соколов, който е офицер от сръбската армия, се движат и няколко черногорци. Пристигат в града на 31 декември. Към края на декември 1877 г. въстаниците освобождават района на Брезник – Трън – Кюстендил. Четата е с около 1000 бойци. Въстаниците са слабо въоръжени, преди всичко с хладно оръжие.
Соколов се отправя за Кюстендил. Заедно с Тако Пеев и Ильо войвода води сражения с османските части, докато накрая градът е освободен с помощта на пристигналите руски отряди. Тако Пеев действа и в района на Враня, Гиго Масаловички – в Радомир, а Иван Грънчаров – към Босилеград. Неговите чети разгромяват турски отряд в района на Сурдулица. Действа и след примирието на 3 март 1878 година и стига до Крива паланка.

В записките си Соколов отбелязва: 
| „ | Но аз като видях народът настървен на бой и одушевен, продължих въстанието и продължих напред. Така щото заминах Егри Паланка и захванах самостоятелно и неограничено да се разпореждам там в Македония, Егри Паланка, Пчинска околия и чак до Кратово въстанието се простря и такива има там юнаци, щото се възхищавах. Тия места аз освободих с въстаниците и бях неограничен господар, така щото сам правех преговорите с турците, определях демаркационни предели, нареждах съдии администрация, свещеници и войската вече на първо место и това мое царство неограничено трая до юни месец 1878 г. | “ |

## СледОсвобождението
Впоследствие районът на Западна България от февруари 1878 до юли 1879 г. е окупиран от сръбски военни части. В региона през този период се развихря сръбската пропаганда. По време на сръбската окупация на Трън и опитите на сърбите да анексират този край Симо Соколов е сред местните патриоти, които окуражават съгражданите си да отстоят принадлежността си към раждащата се българска държава. Впоследствие Соколов се установява в София, става офицер от Българската армия и е избран за народен представител.